# Charlotta Frölich
Charlotta Frölich (* 28. November 1698 in Gävle; † 21. Juli 1770 in Uppsala) war eine schwedische Schriftstellerin und Dichterin. Sie wurde als die produktivste Schriftstellerin der Freiheitszeit (1719–1772) bezeichnet, gleich nach Hedvig Charlotta Nordenflycht. Sie verwendete manchmal das Pseudonym Lotta Triven. Sie veröffentlichte mehrere politische Schriften. Frölich war die erste Frau, deren Werke in den Schriften der Königlich Schwedischen Akademie der Wissenschaften veröffentlicht wurde.

## Leben
Charlotta Frölich war die Tochter von Graf Carl Gustaf Frölich und Beata Christina Cronström. Sie heiratete 1735 den Landrat Johan Funck.
Neben Hedvig Charlotta Nordenflycht war Frölich die einzige Schriftstellerin in der sogenannten Freiheitszeit, die ihre Jugend und ihr Erwachsenwerden beschrieb. In einem Gedichtband findet sich eine Autobiographie in Versform aus dem Jahr 1765. Sie wuchs teilweise im Baltikum auf und wurde lutherisch-spartanisch und religiös erzogen, wobei der Schwerpunkt auf Religion, harter Arbeit und dem Verzicht auf Luxus lag. Sie lernte Lesen, Schreiben, Geschichte, Hauswirtschaft, Kirchenlieder und die Bibel: Es wird angenommen, dass sie neben Schwedisch auch Deutsch sprach, da die Muttersprache ihres Vaters Deutsch war. Lange Zeit weigerte sie sich zu heiraten, um sich der Landwirtschaft und dem Bergbau widmen zu können. Sowohl vor als auch nach ihrer Heirat besaß sie das Dorf Överbo, wo in zwei Hochöfen, für die sie eine Genehmigung erworben hatte, Roheisen produziert wurde und ihr Einkünfte brachte.
Ihre schriftstellerische Tätigkeit lässt sich in zwei Perioden einteilen: Vor 1759 verfasste sie hauptsächlich Handbücher und ab 1762 (nach einer Unterbrechung, als ihre Sehkraft nachließ) hauptsächlich mit Gelegenheitsdichtung. Sie veröffentlichte u. a. ein Geschichtslehrbuch und Handbücher zur Landwirtschaft. 1741 wurden drei Schriften über die Landwirtschaft, die auf ihren eigenen Erfahrungen beruhten, bei der Akademie der Wissenschaften veröffentlicht. Sie schrieb über ihre Erfahrungen mit der Aussaat von Gerste, der Wiesenbewirtschaftung und der damals neuen Sämaschine sowie der Weiterentwicklung der Anbaumethoden. Ihr Geschichtsbuch aus dem Jahr 1759 wurde populär und erschien noch 1817 in Neuauflagen. Im Jahr 1763 veröffentlichte sie ein Andachtsbuch. Darin erklärte sie, dass sie ihre Sprache bewusst vereinfacht hatte, um ihre Schriften für Frauen zugänglich zu machen. Das Andachtsbuch zeugt von großer Vertrautheit mit der Bibel, und jedes Kapitel des Buches besteht aus einem kürzeren Gedicht, das sich mit einer bestimmten Stelle in der Bibel befasst. Religiös verfolgte sie dabei eine traditionell-lutherische Linie und weniger den pietistischen Zug, der sich beim Rest ihrer Familie befindet.
Die Gelegenheitsgedichte von Charlotta Frölich zeugen von ihrer gesellschaftlichen Stellung als Ehefrau eines Landrats, die zwar als Adlige zur gesellschaftlichen Elite gehörte, aber nicht in die französisch geprägten Adelskreise involviert war. In ihren Gedichten wandte sie sich meist bittend oder auffordernd an gesellschaftlich hochstehende Personen und sorgte damit für die sozialen Kontakte des Landratshaushaltes übernahm. In dieser Hinsicht ähnelte sie den anderen Autorinnen, die in dieser Zeit Gelegenheitsdichtung aus sozialen Gründen schrieben. Im Jahr 1768 veröffentlichte sie zwei Gedichte als Beiträge zur politischen Debatte: Bisvärmen  („Bienenschwärmen“) und Poeme. Sie schlug die staatliche Betreuung und Erziehung von Bettlerkindern vor und entwickelte Ideen für die staatliche Wirtschaftsführung. Siebzehn ihrer Gelegenheitsgedichte sind erhalten geblieben, darunter sechzehn Trauergedichte, wie das, das sie für die Beerdigung von Samuel Troilius 1764 schrieb.

## Werke
- Et ankommit bref om såningsmachinen under namn af Lotta Triven. [Stockholm] 1741.
- Huru Norrlands bråkorn bör skötas i södre orterne i Swerige, beskrifwit af Lotta Triwen. [Stockholm] 1742.
- I föregående ämne eller om ängeskötsel är ingifwit af Lotta Triwn. [Stockholm] 1742.
- Swea och Götha christna konungars sagor, sammanfattade til underrättelse för Sweriges almoge och menige man, som af dem kunna lära, huru deras k. fädernesland ifrån flera hundrade år tilbakars blifwit regerat .. Uppsala 1759 (kb.se [PDF]).
- Charlotta Frölichs Enslighets nöje, eller Gudeliga tanckar under en andäktig bibel-läsning yttrade i rim i anledning af åtskilliga anderika språk, som til enskylt ro och förnöjelse samt lefwernes förbättring blifwit anförde och korteligen : förklarade. Ziervogel, Uppsala 1763 (litteraturbanken.se).
- Poëme, till allmänheten, om folck-ökningen i Swerige. Johan Edman, Upsala 1768 (kb.se [PDF]).
- Den utflugne bi-swärmen, eller Högwälborna fru grefwinnan - - N.N :s. berättelse til herr - - - - - N.N. Om en af honom gifwen, men år 1768 förolyckad bi-stock eller bi-kupa. Jämte herr - - - - - N.N :s swar på samma berättelse. Grefing, Stockholm 1768 (litteraturbanken.se).